# Hande Baladın
Hande Baladın (Kütahya, l'1 de setembre de 1997) és una jugadora de voleibol turca. Ha jugat en equips com Eczacıbaşı i Galatasaray d'Istanbul. També juga a la selecció nacional turca.